# Бобровский сельсовет (Рыльский район)
Бобро́вский сельсовет — упразднённое муниципальное образование со статусом сельского поселения в Рыльском районе Курской области.
Административный центр — деревня Кулига.

## История
Статус и границы сельсовета установлены Законом Курской области от 21 октября 2004 года № 48-ЗКО «О муниципальных образованиях Курской области».
Законом Курской области № № 76-ЗКО от 07 ноября 2017 года были упразднёны Бобровский сельсовет и Ломакинский сельсовет, их территории отошли к Дуровскому сельсовету.

## Население
| 2002 | 2010 | 2012 | 2013 | 2014 | 2015 | 2016 |
| ---- | ---- | ---- | ---- | ---- | ---- | ---- |
| 302  | ↘231 | ↘210 | ↘196 | ↘183 | ↘172 | →172 |
| 2017 |      |      |      |      |      |      |
| ↗173 |      |      |      |      |      |      |

## Состав сельского поселения
| № | Населённый пункт  | Тип населённого пункта          | Население |
| - | ----------------- | ------------------------------- | --------- |
| 1 | Барамыково        | село                            | ↘20       |
| 2 | Боброво           | село                            | ↗47       |
| 3 | Верхнее Лухтоново | деревня                         | ↘14       |
| 4 | Кулига            | деревня, административный центр | ↘123      |
| 5 | Матохино          | деревня                         | ↘20       |
| 6 | Перецелуево       | деревня                         | ↘7        |